# دستجرد (ورزقان)
دَستگِرد یا دستجرد یکی از روستاهای استان آذربایجان شرقی است که در دهستان دیزمار مرکزی بخش خاروانا شهرستان ورزقان واقع شده‌است.

## موقعیت روستا
این روستا در ضلع شمالی توسط رشته کوه‌های کمتال (به زبان محلی کامتال) و در ضلع جنوبی توسط رشته کوه بزوداغی (Bezoudāqi) با ارتفاع ۲۵۰۹ متر احاطه شده و از طرف شمال به رود ارس، از طرف غرب به دهستان ایری سفلی، از طرف شرق به شهر خاروانا و روستای ملک قضات، از طرف جنوب شرقی به روستاهای کمار علیا و کمار سفلی، از طرف جنوب به روستاهای ورزقان، کوجان، بیوه‌راه، از طرف شمال غربی به شهر سیه رود و از طرف شمال شرقی به روستای نوجه مهر منتهی می‌شود.

## نگارخانه

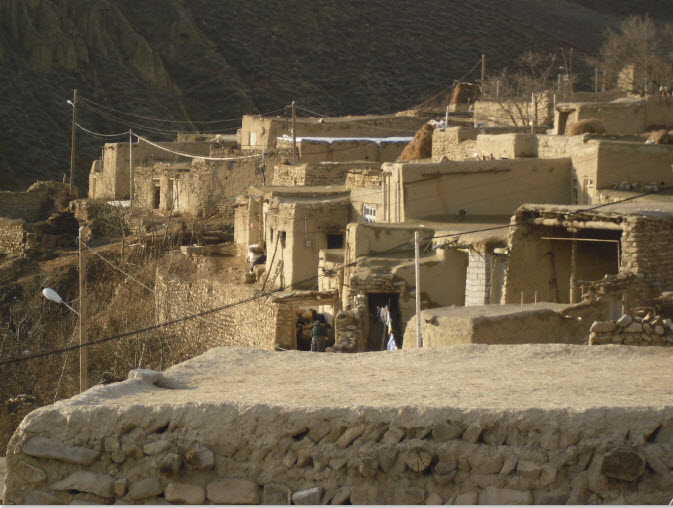
چشم انداز روستا
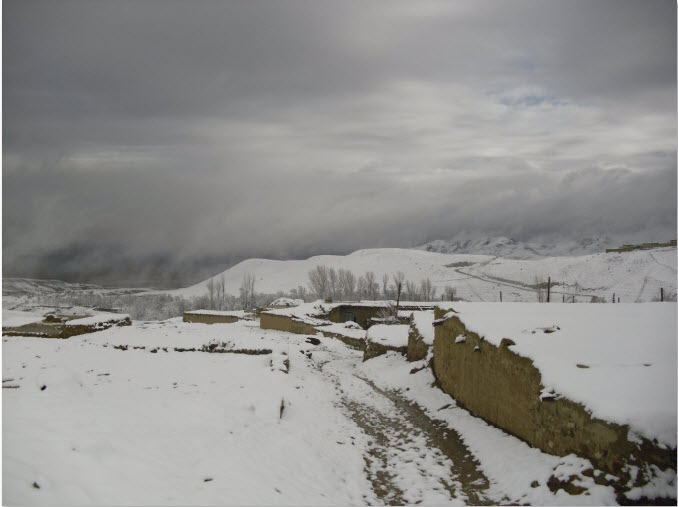
زمستان روستا
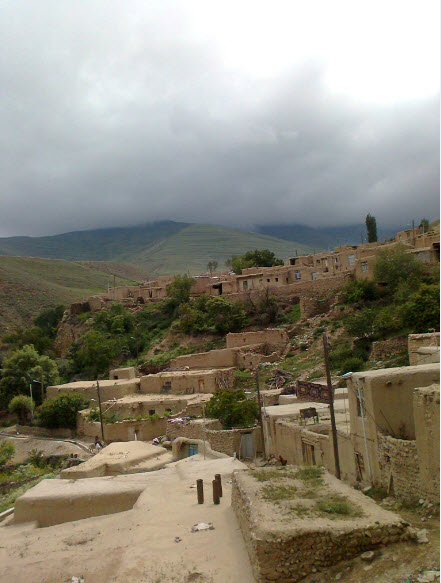
بچه محل